# Оптичний параметричний осцилятор
Оптичний параметричний осцилятор — параметричний осцилятор в оптичному діапазоні.
Перетворює вхідне випромінювання накачування (pump) на дві оптичні хвилі сигнальну (signal) та непотрібну (idler) внаслідок
оптичної нелінійності другого порядку. Сума вихідних частот дорівнює частоті накачування
{\displaystyle \omega _{pump}=\omega _{signal}+\omega _{idler}}.